# Saint Uniac
Saint Uniac ou Winiau, ou Winniau, est un saint irlandais né au VIe siècle en Irlande et mort au VIe siècle en Bretagne, où il est fêté le 2 août ou le 4 août.

## Nom
Ce saint est mentionné sous différentes appellations à la suite de transcriptions phonétiques différentes :  
- Uniac est fêté le 2 août, selon le calendrier manuscrit de l'abbaye de Saint-Méen[1] : « Touiniani confessoris octe lectionum »[2] ;
- Winniau est fêté le 4 août[3].

Dans l'acte de donation de la moitié de la paroisse de Guipry aux moines de Redon le 23 octobre 913, par Bili, évêques de Vannes, et de Matuedoi, comte de Poher, acte signé au monasterium Sancti Toinnani, Amédée Guillotin de Corson (1837-1905) a reconnu avec justesse qu'il s'agissait du monastère de Saint-Uniac prononcé en gallo Saint Tugna, la forme actuelle résultant d'un faux rétablissement de ac pour au. En 1330, le pouillé du diocèse de Dol mentionne  le prior Sancti Thomnani ou Thouinniaui, forme qu'il convient de corriger en Thouinnani.
Compagnon de saint Samson avec lequel il débarque en 548 à Saint-Guinoux en Bretagne, il devient un des religieux les plus fervents du monastère de Dol et le collaborateur de saint Méen, avant de se rendre à Saint-Uniac où il fonde un prieuré qui sera donné à l'abbaye de Saint-Méen . Il fit jaillir une source selon la légende pour soulager les habitants autour de son monastère qui souffraient de la sécheresse, dont l'eau à la réputation d'être intarissable et de guérir les malades atteints d'infections de la peau. Une niche surmontant cette source abrite une statue en bois représentant le saint. Au XIIe siècle, de grandes processions y étaient organisées le 2 août, jour de sa fête, jusqu'à la fin du XIXe siècle.
Tout comme saint Méen son supérieur, il est invoqué pour guérir les maladies de peau.